# Animació de plastilina
L'animació de plastilina (clay animation o claymation en anglès) és la denominació de l'animació audiovisual de tipus animació pas a pas (stop-motion en anglès) en la qual s'empra plastilina o algun altre material completament mal·leable.
La tècnica consisteix a capturar fotografies amb una càmera fotogràfica o fotogrames amb una càmera cinematogràfica que permeti aquest tipus de filmació, i que avui dia es connecta a un ordinador, a mesura que es va canviant lleugerament la forma dels objectes mal·leables. Hi ha diversos tipus d'animació de plastilina el més conegut i utilitzat dels quals és l'animació de personatges o character.
Aquest terme va aparèixer per primer cop a principis del Segle XX, però el va patentar Will Vinton l'any 1978. A partir dels 2000 és quan es comença a potenciar i explotar aquesta tècnica.
Tot i que diversos artistes al llarg del temps han utilitzat aquesta tècnica el més conegut és Tim Burton i la seva exitosa pel·lícula Malson abans de Nadal. També hi ha la famosa productora Aardman Animations amb la sèrie televisiva de dibuixos animats El Xai Shaun. Finalment trobem artistes espanyols d'animació de plastilina com David Caballer i Pau Llorens Serrano.

## Història
Tot i que el concepte de claymation va ser patentat per Will Vinton l'any 1978, trobem que, a principis del Segle XX, ja existien produccions audiovisuals que utilitzaven aquest recurs. De fet, la primera pel·lícula de Claymation s'anomena La pesadilla del escultor, datada el 1908 i realitzada per Billy Bitzer. De la mà de Joseph Sunn, un dels pioners d'aquesta tècnica, es van començar a iniciar aquest tipus de produccions. Aquest animador d'origen xinès-americà l'any 1926 farà una breu producció anomenada The Penwiper. A partir dels anys 50 es va començar a difondre l'ús del Claymation per a la realització d'efectes especials en les pel·lícules. Un dels especialistes més representatius en aquest tipus d'efectes va ser Ray Harryhausen, el qual va participar en l'animació de pel·lícules com Jàson i els argonautes, Furia de titanes i El séptimo viaje de Sinbad.
Actualment, tot i que es disposa d'una alta gamma de possibilitats quant a l'animació digital, molts cineastes segueixen confiant en les possibilitats del Claymation i altres varietats del Stop Motion, ja que pot oferir una calidesa i/o una textura que l'animació digital no pot oferir. L'any 2005 és quan més s'exploten les possibilitats d'aquesta tècnica; es creen estudis i s'experimenta en gran manera, deixant-nos talentoses obres com Wallace & Gromit o Frankieweenie. Els estudis més importants estan situalts en països de parla anglesa. Per una banda trobem Laika, un estudi nord-americà anteriorment anomenat Vinton Studio creat per Will Vinton i recreat, amb el nom actual, per Phil Knight. Finalment, per part anglesa, trobem Aardman animations, que, tot i que no tingui tanta història radera, és un dels estudis més importants en quan al tracte del Claymation.

## Tècnica

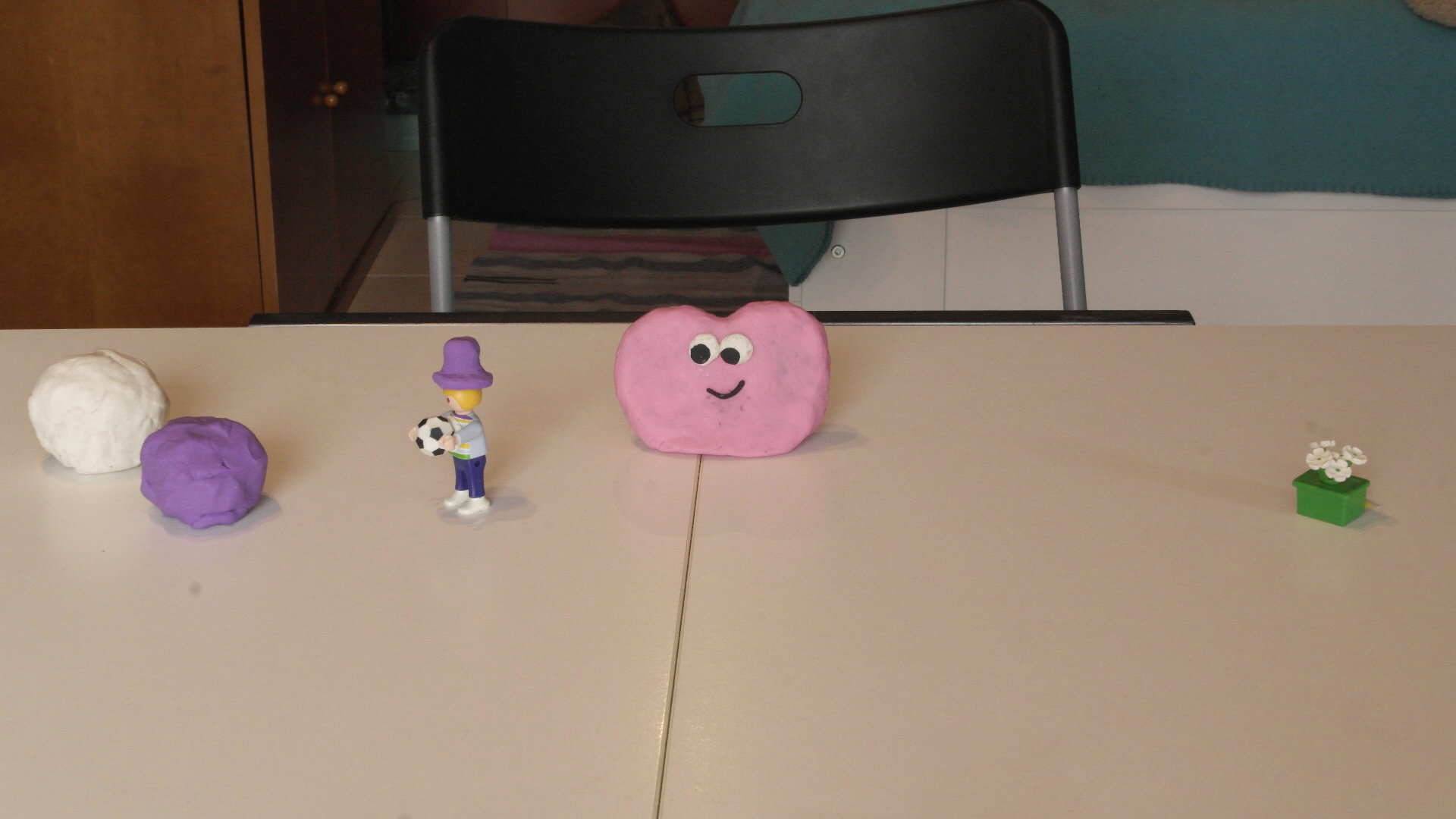
Fotograma d'una producció creada a partir de Claymation

Els personatges i objectes de claymation estan construïts amb materials mal·leables com plastilina, silicona i argila, generalment al voltant d'una estructura feta de filferro. La tècnica consisteix en capturar fotografies dels objectes mentre una persona els modela i els mou pas a pas, per tal de crear el moviment.
En el procediment s'ha de prestar atenció tant als objectes que es van modelant com al fons, ja que el material es pot embrutar i deteriorar amb la manipulació o amb l'escalfor que generen els focus de llum, i és possible que s'hagi d'anar restaurant.
Per tal d'assegurar un bon resultat s'ha de mantenir en tot moment la il·lusió de continuïtat i, per tant, es necessita un entorn constant, no variant. També s'ha de prestar especial atenció a mantenir una llum invariant i s'ha de treballar en un entorn tranquil, sense canvis per tal d'assegurar la bona continuïtat i la fluïdesa de l'animació.

## Producció
La producció de stop-motion emprant plastilina és extremadament laboriosa. Una pel·lícula de cinema normalment corre a 24 fotogrames per segon (fps). En general s'anima en "dobles" ("a dos"), editant cada fotograma dues vegades, amb el que es fan 12 deformacions al material per a produir un segon. Les càmeres web són utilitzades habitualment per a la creació d'animacions no-professionals, per la seua disponibilitat. S'empren programes d'edició de propòsit general i programes dedicats per a previsualitzar l'animació.
També per a més experiència, poden agregar-se efectes especials amb diversos programes, per exemple (els més utilitzats) Adobe Photoshop, (per a crear un efecte especial en el photoshop, es dibuixa l'efecte que es vulga crear en cada imatge, i després els quadres s'ajunten en diversos altres programes, com el videomatch per exemple), Adobe After Effects o programes específics d'animació. L'edició del vídeo pot realitzar-se en Windows Movie Maker per a animació no tan professional, o per a nivells majors Adobe Premiere Pro i d'altres programes professionals com els de la gamma Avid.
Pel que fa al procés es pot utilitzar plastilina semblant a la que utilitzen els nens però quant més trigui en assecar-se millor, més mal·leable serà i no es trencarà durant la gravació. És recomanable fer un guió gràfic per a poder seguir-lo durant la filmació una vegada pensats els plans que es vulguin fer. Entre fotografia i fotografia els personatges es mouen a poc a poc per a crear una major continuïtat. És important mantenir el raccord el millor possible per a no crear errors de coherència. Molts cops els ninots es fan envoltant figures de ferro o fusta amb plastilina, com si fos una armadura que facilita el moviment.
La il·luminació també serà un factor a tenir en compte per tal de poder crear un bon efecte de continuïtat; aquesta haurà de ser coherent en la relació entre fotogrames. La llum natural presentarà molts problemes, ja que es troba en un canvi constant, per tant, alhora de realitzar una producció, s'acostumarà a emprar llum artificial.

## Tipus
Existeixen diferentes tipus de claymation depenent del material que es faci servir, els més habituals són la plastilina o l'argila, però també pot ser silicona, ceràmica o algun altre material maleable.
- Animació d'argila més coneguda és la de personatges o character on es crea el moviment dels personatges de fotograma en fotograma intentant que la diferència entre aquests sigui la més mínima possible però on el personatge es manté reconeixible.
- Animació d'argila lliure o freeform fa referència al procés en el qual el material canvia de forma radicalment i molt ràpidament.[7]
- Animació per estrats de tall o stratacut on la plastilina es troba a una barra apretada amb diferents colors, la càmera mostra fotograma a fotograma els talls d'aquesta barra on es van veient les diferents formes i figures que formen els colors interns, normalment s'acaba creant una imatge abstracta.
- Animació amb pintura de plastilina o clay painting animation, la plastilina es posa sobre una superfície plana i es mou com si fos pintura.
- Animació amb plastilina fosa o clay melting on s'aplica una font de calor al material i aquest s'acaba fonent.
- Animació amb foamation és aquella que s'utilitza el material foam en comptes de plastilina el foam és gomaespuma recoberta amb làtex que aconsegueix que sigui més versatil i net.[8]
- Animació sobre relleu, normalment vidre. La força de la gravetat actua esclafant la plastilina com si fos un dibuix es pot fer que els personatges saltin i volin sense necessitat d'estar a una superfície. Un exemple seria l'animació de Rex the Runt.[9]

## Artistes i directors declaymation
Començant per Joseph Sunn fins a animadors contemporanis com ara Tim Burton, existeixen diferents artistes que han decidit dedicar part de la seva filmografia a aquesta subtècnica de stop-motion. Això no és tot, sinó que també s'han creat productores dedicades exclusivament a l'animació amb plastilina, com per exemple Aardman Animations.

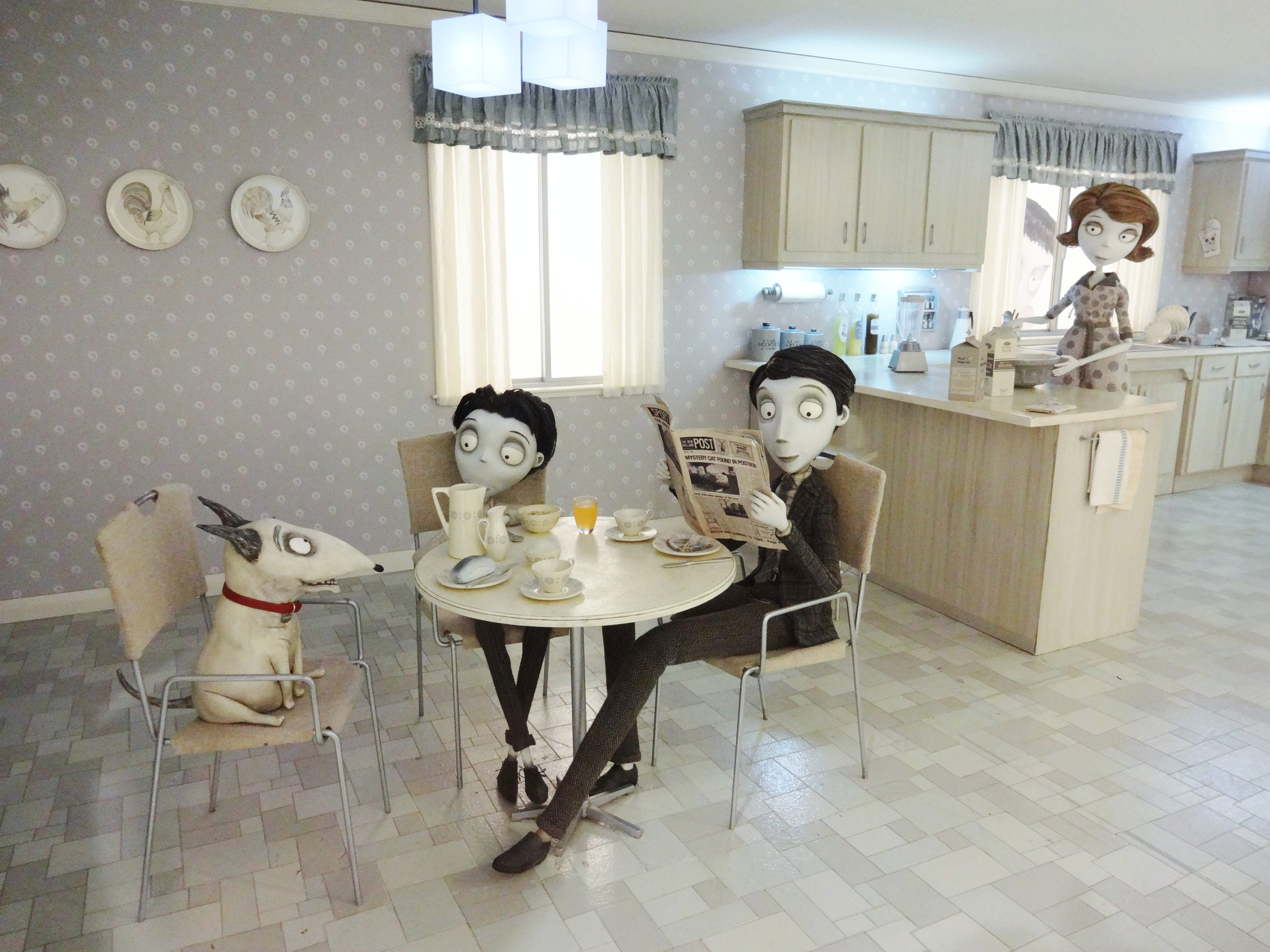
Imatge de l'exhibició "The Art of Frankenweenie", on es mostren els personatges utilitzats pel Tim Burton a la pel·lícula

Aardman és una productora d'animació de claymation britànica, activa des del 1972. Coneguda mundialment pels seus carismàtics personatges Wallace i Gromit i Shaun The Sheep (El xai Shaun en català), ambdós creats pel l'animador Nick Park. Peter Lord, productor i director de moltes pel·lícules d'Aardman, compara la seva feina amb la d'un músic o un pintor; al preguntar-li si preferiria animar les seves titelles a través de l'ordinador, ell contesta que treballar amb els materials implica una connexió especial que no s'aconsegueix amb un teclat.
Will Vinton és un director i productor d'animació amb plastilina amb un estil molt particular que ha creat escola. El 1974 va fer Closed Mondays, primera pel·lícula feta amb claymation. Més endavant va fer diferents migmetratges però al final va acabar només produint amb la seva productora Los Vinton Studios, que l'any 2005 es va passar a anomenar Laika Entertainment House. Té una obra molt extensa entre la qual destaquen els següents films i sèries o especials per a televisió. Alguns dels seus llargmetratges més coneguts són The Little Prince (1979) i Return to Oz (1985), mentre que de sèries trobem Meet the Raisins! (1988) i The California Raisin Show (1989).
Tim Burton és un director, guionista i productor de cinema. Després de crear el seu primer film d'animació de plastilina Vincent (1982), va crear dos dels seus llargmetratges amb claymation més coneguts i exitosos, The Nightmare Before Christmas o Malson abans de Nadal en català (1993), i James and the Giant Peach o James i el préssec gegant en català, que combina la imatge real i l'animació de plastilina per diferenciar els dos mons on transita el protagonista. També ha fet amb animació en plastilina La núvia cadàver i Frankenweenie.
Pel que fa al territori espanyol, també comptem amb la presència de grans animadors de stop-motion. Un exemple d'això és el valencià David Caballer, director d'animació i un dels membres fundadors de l'empresa Somnis Animacio S.L., productora audiovisual especialitzada en la pre-producció, producció i postproducció de pel·lícules i sèries d'animació en dues o tres dimensions. Segons el valencià, la tecnologia ha facilitat molt el treball als animadors de stop-motion, però tot i això, el claymation continua sent un procés llarg i complicat; “la lluita contra la plastilina”, l'anomena ell. D'altra banda, trobem a Pau Llorens Serrano, un altre animador valencià especialitzat en l'àmbit de l'stop-motion. Aquest, director dels curts Caracol, col, col (1995) i L'enigma del xic croqueta (2004), també ha sigut fundador de l'estudi d'animació Potens Plastianimation, l'any 2001.
Aquesta tècnica també ha estat utilitzada per donar vida a personatges de programes infantils, com Bob, el manetes i Pingu.

## Diferències entreclaymationistop-motion
Tot i que molta gent tendeix a confondre els dos termes com a sinònims intercanviables, el claymation no és res més que una subcategoria de l'stop-motion. L'stop-motion consisteix a donar vida a qualsevol objecte inanimat a partir de l'animació, mentre que l'animació amb plastilina és, tal com diu el mateix terme, la tècnica que es fa servir per a donar vida a objectes fets a partir de plastilina o argila.
L'animació de plastilina és utilitzada normalment per a la creació de programes televisius infantils, puix que és un material mal·leable i permet una gran llibertat a l'hora de deformar i metamorfosar els personatges, efecte que no s'aconseguiria si es fessin servir els materials rígids de l'stop-motion. En principi, els personatges creats per a l'ús d'aquesta tècnica no haurien de portar cap esquelet articulat al seu interior, per tal de poder aprofitar al màxim les possibilitats que proporciona un material tan emmotllable com la plastilina. Tot i això, en moltes ocasions els animadors fan una excepció, i s'ajuden d'esquelets o estructures metàl·liques per donar forma a les seves creacions.